# Юзеф Ліпський
Юзеф Ліпський (пол. Józef Lipski; 5 червня 1894, Бреслау — 1 листопада 1958, Вашингтон) — польський політик, дипломат та офіцер, майор.

## Біографія
Син Войцеха Антонія Ліпського (1860–1930) та його дружини Софії, уродженої Ліппе. Навчався у Королівській чоловічій гімназії в Оструві. На той час він був членом підпільної та незалежної патріотичної організації «Товариство Томаша Зана». Диплом середньої школи він здав у 1915 році. Під час Першої світової війни працював у юридичній секції Польського національного комітету в Парижі. У 1919 році закінчив вивчати право в Лозаннському університеті. Прийнятий на дипломатичну службу Республіки Польща в червні 1919 році. З червня 1919 по 1 січня 1922 року — юридичний секретар польської делегації в Лондоні, потім займав ту ж посаду в Парижі та Берліні. З 1925 року — заступник начальника західного відділу політичного департаменту МЗС, з 1928 року — керівник цього управління. З 3 липня 1933 року — депутат, а  з 29 жовтня 1934 року, після підвищення рівня дипломатичних представництв — посол Польщі в Берліні. Разом з Константіном фон Нойратом він підписав польсько-німецьку декларацію про ненапад 26 січня 1934 року. На думку уповноваженого Ліги Націй у Вільному місті Данциг Карла Якоба Буркгардта, він був «людиною польсько-німецької релаксації, одним із найбільш обізнаних послів у Берліні на той час».
Після початку Другої світової війни Ліпський записався добровольцем до польської армії у Франції. Закінчив кадетську школу в Камп де Коетквідан. Під час Французької кампанії воював у лавах 1-ї гренадерської дивізії, другий лейтенант запасу. 21 листопада 1940 року переведений, а 26 червня 1941 року затверджений політичним писарем у кабінеті Верховного головнокомандувача та міністра оборони. Він служив поряд із Владиславом Сікорським, Казімежем Соснковським та Владиславом Андерсом, з якими дружив. Під час Італійської кампанії Ліпський часто «втікав» на лінію фронту і одним з перших увійшов до Анкони. 19 березня 1945 року переведений з корпусу піхотних офіцерів у корпус кавалерійських офіцерів.
Після закінчення військової служби був президентом клубу польських Західних територій в еміграції. У 1947 році емігрував в США. Звіти про його місію в Берліні видав Вацлав Єнджеєвич.

## Нагороди

### Польща
- Орден Відродження Польщі
  - лицарський хрест (2 травня 1923)[5]
  - командорський хрест (8 листопада 1930)
  - командорський хрест з мечами (11 листопада 1937)
- Медаль «Десятиліття здобутої незалежності»
- Хрест Хоробрих

### Інші країни
- Орден Корони (Бельгія), командорський і великий офіцерський хрест[6]
- Орден Почесного легіону, командорський хрест (Франція)[6]
- Орден Святого Олафа, командорський хрест (Норвегія)[6]
- Орден Данеброг, командорський хрест 1-го класу (Данія; 1933)
- Німецький Олімпійський знак 1-го класу (Третій Рейх)[7]